# Estación General Paz (Córdoba)
General Paz es una estación de ferrocarril ubicada en la localidad de Estación General Paz, Provincia de Córdoba, Argentina.

## Servicios
No presta servicios de pasajeros, sólo de cargas. Sus vías corresponden al Ramal CC del Ferrocarril General Belgrano. Sus vías e instalaciones están a cargo de la empresa estatal Trenes Argentinos Cargas.